# Schlänger Moor
Das Gebiet Schlänger Moor ist ein 1960 durch das Regierungspräsidium Detmold ausgewiesenes Naturschutzgebiet (NSG-Nummer LIP–003) im Westen der nordrhein-westfälischen Gemeinde Schlangen im Kreis Lippe in Deutschland.

## Lage
Das rund acht Hektar große Naturschutzgebiet Schlänger Moor gehört naturräumlich zur Hellwegbörde. Es erstreckt sich westlich der Schlänger Ortsmitte im Bereich des Truppenübungsplatzes Senne, zwischen der Bundesstraße 1 im Osten und der Panzerringstraße im Westen.

## Geschichte
Bereits 1959 wurden hier rund zwei Hektar mit der Bezeichnung „Heidesumpf an der Strothe“ unter Naturschutz gestellt. Mit der Erweiterung wurde das Gebiet auf Anregung des Lippischen Heimatbundes 1984 in Schlänger Moor umbenannt.

## Beschreibung
Das Schutzgebiet Schlänger Moor wird als naturnahes Bachbett der Strohte mit zahlreichen Steilufern, Kiesbänken, Erlen-Eschen-Auenwald, Hochstaudenfluren, Zwischenmooren, Birkenmoorwaldausbildung, Moorgewässern, Teichanlage (Luening’scher Teich), Erlenbruchwäldern und Stieleichen-Birkenwald beschrieben.
Die Bedeutung des Schlänger Moores resultiert insbesondere aus der vorhandenen Zwischenmoorvegetation mit zahlreichen hochmoortypischen Arten und den Auen- und Bruchwäldern bzw. Röhrichten sowie dem naturnah strukturierten Strothebachabschnitt. Insgesamt handelt es sich um einen strukturreichen Bachauenkomplex mit Talrandvermoorungen, wie er im Naturraum nur noch selten zu finden ist.

## Schutzzweck
Wesentlicher Schutzzweck ist die Erhaltung und Entwicklung einer teilvermoorten Bachaue mit ihren unterschiedlichen Biotopkomplexen und spezialisierten Lebensgemeinschaften insbesondere dem Zwischenmoor, dem Birkenmoorwald, dem Erlenbruch und dem Auwald. Die Waldkomplex sollten der Sukzession überlassen bleiben.

## Biotoptypen
Im Schutzgebiet Schlänger Moor sind die Biotoptypen „Bachbegleitender Erlenwald“, „Birken-Moorwald“, „Bruchgebüsch“, „Erlenmischwald mit einheimischen Laubbaumarten“, „Erlen-Bruchwald“, „Fichtenmischwald mit einheimischen Laubbaumarten“, „Gewässerbegleitender feuchter Saum bzw. linienförmige Hochstaudenflur“, „Nadelbaum-Birkenmischwald“, „Röhrichtbestand hochwüchsiger Arten“, „Teich“, „Tieflandbach“ sowie „Übergangs-, Zwischenmoor, Quellmoor“ beschrieben.
Aufgrund der Typenvielfalt auf relativ engem Raum ergibt sich eine große Artenvielfalt: 226 verschiedene Pflanzenarten konnten nachgewiesen werden.

## Pilze, Flora und Fauna

### Flora
Aus der schützenswerten Flora sind folgende Arten (Auswahl) zu nennen:
Asternartige

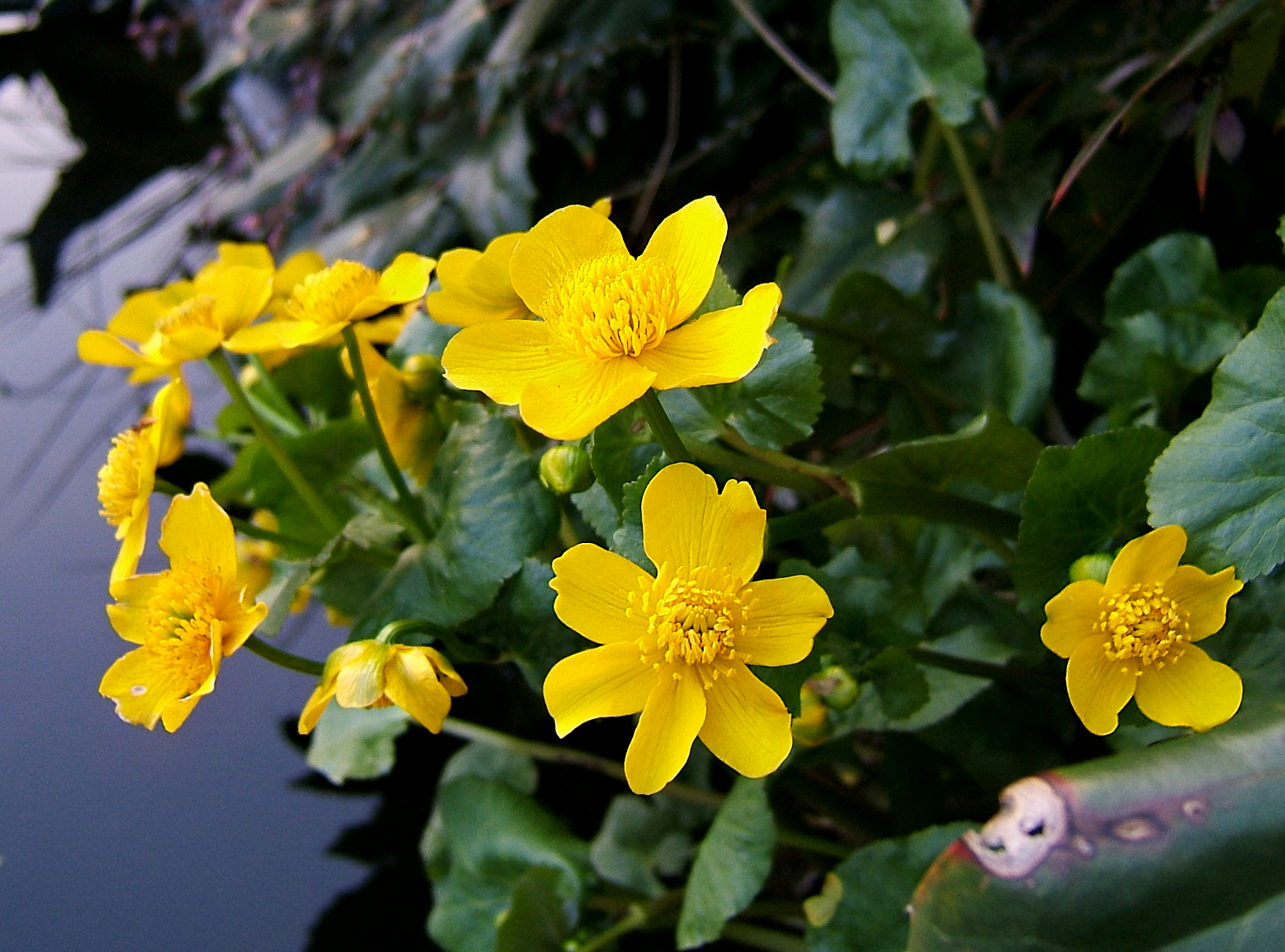
Sumpfdotterblume

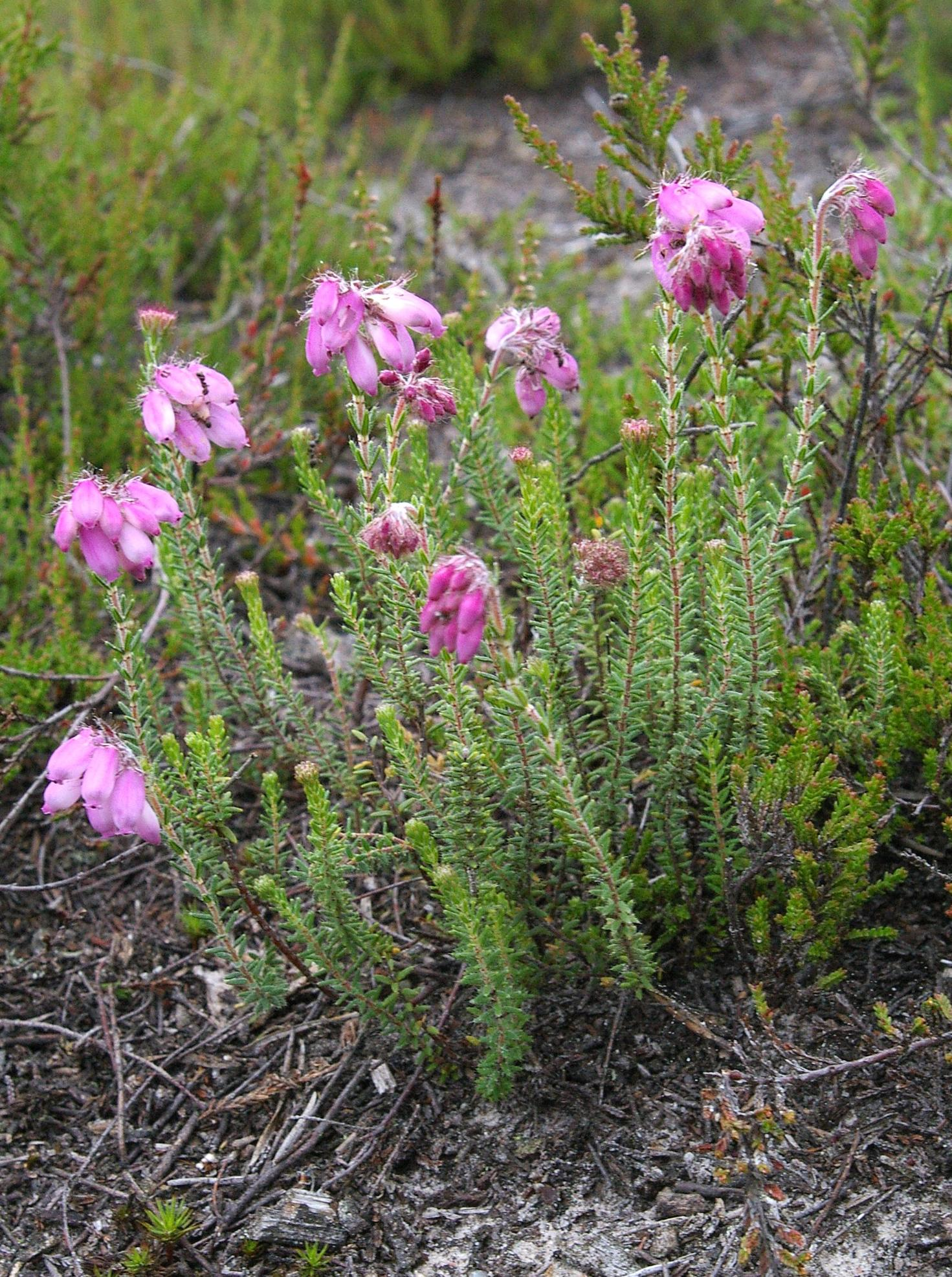
Glocken-Heide

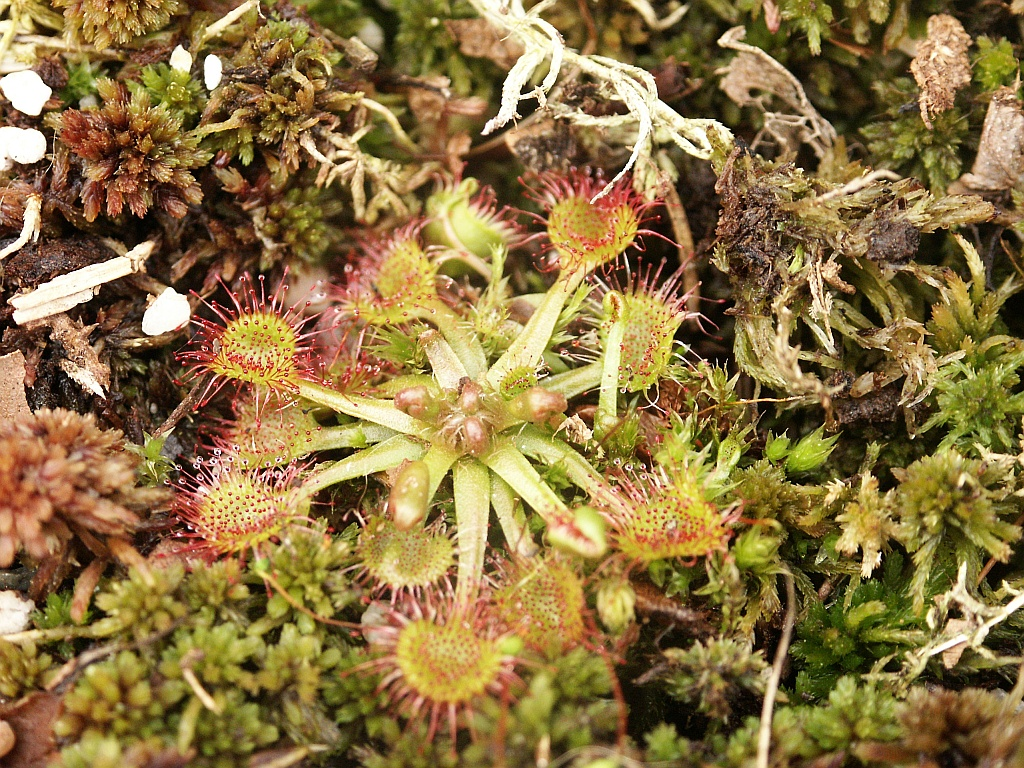
Rundblättriger Sonnentau

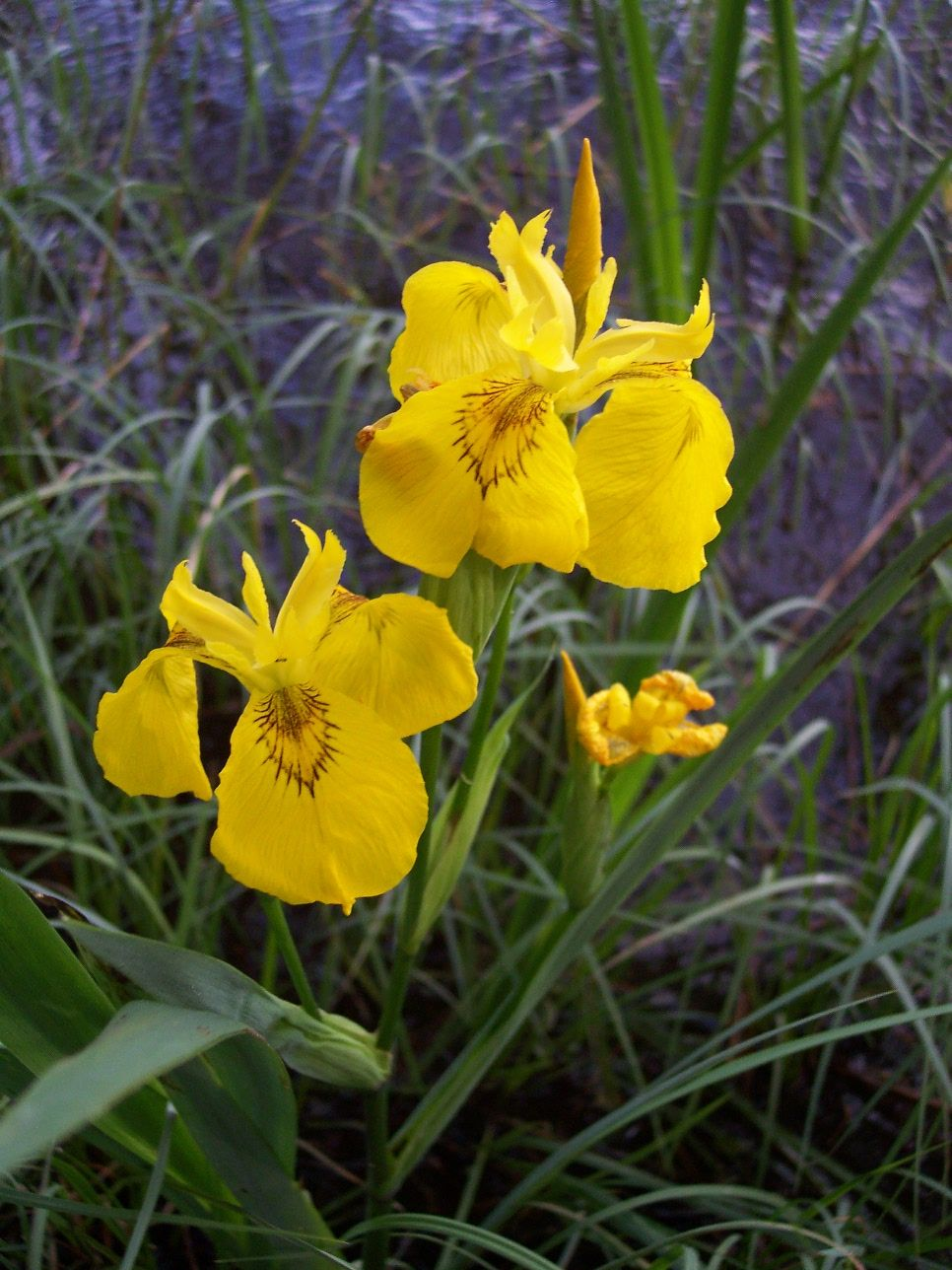
Sumpf-Schwertlilie

- Gewöhnlicher Wasserdost (Eupatorium cannabinum)
- Kohldistel (Cirsium oleraceum)

Buchenartige
- Hänge-Birke (Betula pendula)
- Moor-Birke (Betula pubescens)
- Schwarz-Erle (Alnus glutinosa)

Doldenblütlerartige
- Gewöhnlicher Wassernabel (Hydrocotyle vulgaris)
- Schmalblättriger Merk (Berula erecta)

Enzianartige
- Sumpf-Labkraut (Galium palustre)

Froschlöffelartige
- Schwimmendes Laichkraut (Potamogeton natans)

Hahnenfußartige
- Sumpfdotterblume (Caltha palustris) [Foto]

Heidekrautartige
- Gewöhnlicher Gilbweiderich (Lysimachia vulgaris)
- Glocken-Heide (Erica tetralix) [Foto]
- Heidelbeere (Vaccinium myrtillus)
- Hohe Schlüsselblume (Primula elatior)
- Kleines Springkraut (Impatiens parviflora)

Hypnales
- Farnähnliches Starknervmoos (Cratoneuron filicinum)
- Gewöhnliches Quellmoos (Fontinalis antipyretica)
- Ufer-Schnabeldeckelmoos (Platyhypnidium riparioides)

Koniferen
- Gemeine Fichte (Picea abies)
- Waldkiefer (Pinus sylvestris)

Lippenblütlerartige
- Geflügelte Braunwurz (Scrophularia umbrosa)
- Gemeine Esche oder „Hohe Esche“ (Fraxinus excelsior)
- Sumpf-Helmkraut (Scutellaria galericulata L.)
- Ufer-Wolfstrapp (Lycopus europaeus)
- Wald-Ziest (Stachys sylvatica)
- Wasserminze (Mentha aquatica)

Malpighienartige
- Asch-Weide (Salix cinerea)
- Bastard-Schwarz-Pappel (Populus canadensis)
- Purpur-Weide (Salix purpurea)
- Silber-Weide (Salix alba)
- Sumpf-Veilchen (Viola palustris)

Myrtenartige
- Großes Hexenkraut (Circaea lutetiana)

Nachtschattenartige
- Bittersüßer Nachtschatten (Solanum dulcamara)

Nelkenartige
- Hain-Ampfer oder „Blut-Ampfer“ (Rumex sanguineus)
- Roter Gänsefuß (Oxybasis rubra)
- Rundblättriger Sonnentau (Drosera rotundifolia) [Foto]

Pellia
- Endivienartiges Beckenmoos (Pellia endiviifolia)

Polytrichaceae
- Goldenes Frauenhaarmoos (Polytrichum commune)

Raublattartige
- Sumpf-Vergissmeinnicht (Myosotis scorpioides)

Rosenartige
- Echtes Mädesüß (Filipendula ulmaria)
- Gewöhnliche Traubenkirsche (Prunus padus)
- Große Brennnessel (Urtica dioica)

Schachtelhalmartige
- Sumpf-Schachtelhalm (Equisetum palustre)

Spargelartige
- Sumpf-Schwertlilie (Iris pseudacorus) [Foto]

Sphagnales
- Rötliches Torfmoos (Sphagnum rubellum)
- Magellans Torfmoos (Sphagnum magellanicum)
- Trügerisches Torfmoos (Sphagnum fallax)
- Warziges Torfmoos (Sphagnum papillosum)

Süßgrasartige
- Aufrechter Igelkolben (Sparganium erectum)
- Blaues Pfeifengras (Molinia caerulea)
- Braun-Segge (Carex nigra)
- Flatter-Binse (Juncus effusus)
- Igel-Segge (Carex echinata)
- Rasen-Schmiele (Deschampsia cespitosa)
- Riesen-Schwingel (Festuca gigantea)
- Rispen-Segge (Carex paniculata)
- Rohrglanzgras (Phalaris arundinacea L.)
- Schilfrohr (Phragmites australis)
- Schnabel-Segge (Carex rostrata)
- Spitzblütige Binse (Juncus acutiflorus)
- Sumpf-Reitgras (Calamagrostis canescens)
- Sumpf-Segge (Carex acutiformis)
- Wald-Simse (Scirpus sylvaticus)
- Weißes Schnabelried (Rhynchospora alba)
- Zwiebel-Binse (Juncus bulbosus)

Tüpfelfarnartige
- Gewöhnlicher Dornfarn (Dryopteris carthusiana)

### Pilze

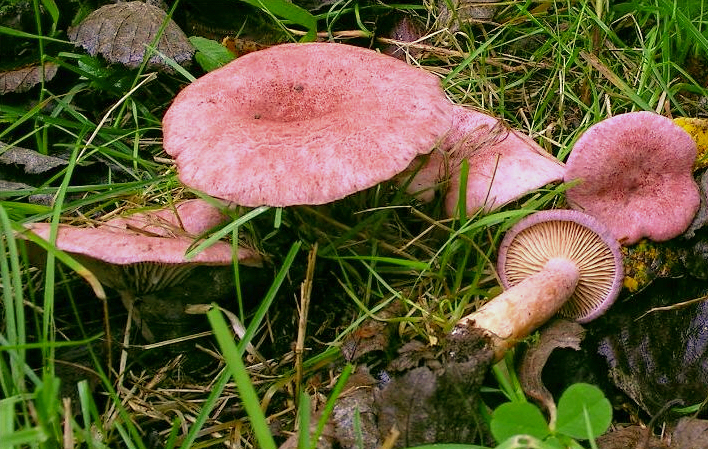
Lila Milchling

Das Schlänger Moor ist auch aus mykologischer Sicht von größerer Bedeutung. Hermann Jahn konnte unter anderem folgende Pilze auffinden:
- Flämmiger Saftling (Hygrocybe turunda)
- Flatter-Milchling oder „Flatterreizker“ (Lactarius tabidus)
- Gelber Graustiel-Täubling oder „Moor-Täubling“ (Russula claroflava)
- Lila Milchling oder „Erlen-Milchling“ (Lactarius lilacinus)
- Nordischer Milchling (Lactarius trivialis)

### Fauna
Aus der schützenswerten Fauna sind folgende Spezies (Auswahl) zu nennen:
Libellen
- Blauflügel-Prachtlibelle (Calopteryx virgo)
- Zweigestreifte Quelljungfer (Cordulegaster boltonii)

Vögel

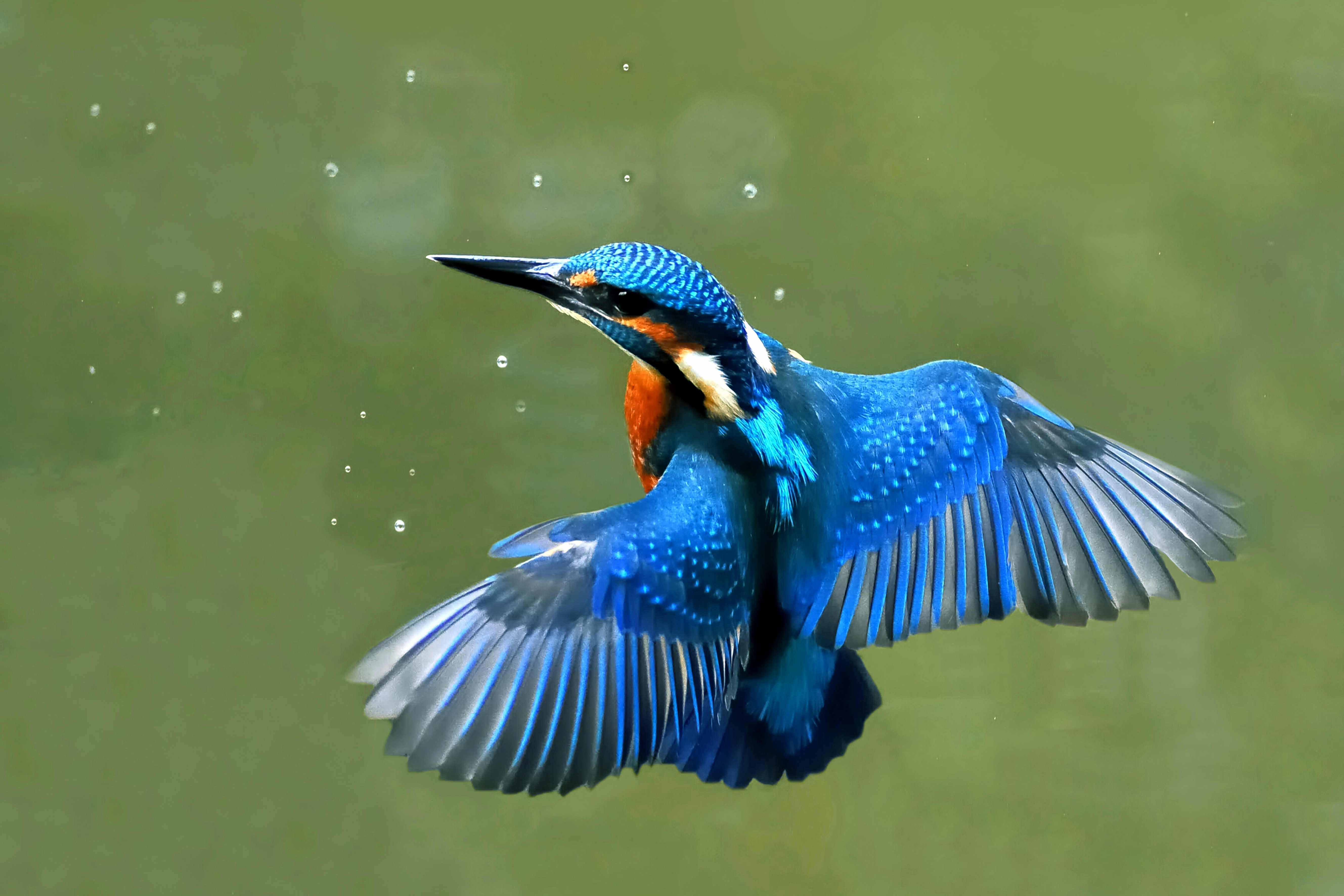
Ein Eisvogel im Schwebflug

Besonderer Schutz gilt den im Schutzgebiet Schlänger Moor als Teilbereich des EU-Vogelschutzgebiets „Senne mit Teutoburger Wald“ (DE-4118-401) vorkommenden Vogelarten:
- Eisvogel (Alcedo atthis)
- Kornweihe (Circus cyaneus)
- Rohrdommel (Botaurus stellaris)
- Rohrweihe (Circus aeruginosus)
- Rotmilan, „Gabel-“ oder „Königsweihe“ (Milvus milvus)
- Schwarzspecht (Dryocopus martius)
- Wasserralle (Rallus aquaticus)
- Wespenbussard (Pernis apivorus)